# El Zabal
El Zabal es un pueblo industrial y suburbio al norte de La Línea de la Concepción en la Provincia de Cádiz, Andalucía, España. Se encuentra junto a la carretera A-353. Varias empresas entre ellas Industria Metálica Luis Gutiérrez, Guillermo Leiva SI y Vimar La Línea SL tienen fábricas aquí, e históricamente fue una zona de huertas. La VII Marcha Internacional No Violenta tenía su sede en Casatuya en El Zabal.  